# Jane Horrocks
Pour les articles homonymes, voir Horrocks.
Jane Horrocks est une actrice britannique, née le 18 janvier 1964 à Rawtenstall, Lancashire au Royaume-Uni .
Elle est particulièrement connue pour son rôle dans la sitcom britannique Absolutely Fabulous dans laquelle elle interprète, Bubble « l'assistante » d'Edina, et Katy Grin, cousine de Bubble, la « TV Partner » d'Edina.

## Filmographie
- 1987 : Road : Louise
- 1988 : The Dressmaker (en) : Rita
- 1988 : No Crying He Makes (téléfilm) : Pippa Bond
- 1989 : The Fifteen Streets (téléfilm) : Christine Bracken
- 1989 : Heartland (téléfilm) : Pam
- 1989 : Getting It Right : Jenny
- 1989 : The Wolves of Willoughby Chase : Pattern
- 1990 : Life Is Sweet : Nicola
- 1990 : Les Sorcières (The Witches) : Miss Irvine
- 1990 : Memphis Belle : Faith
- 1991 : Alive and Kicking (téléfilm) : Gail
- 1991 : Nona (téléfilm)
- 1992 : Bad Girl (téléfilm) : Maggie
- 1992-2012 : Absolutely Fabulous (série télévisée) : Bubble / Katy Grin
- 1993 : Deadly Advice : Jodie Greenwood
- 1993 : Cabaret (téléfilm) : Sally Bowles
- 1994 : Suffer the Little Children (téléfilm) : Deborah Hayes
- 1994 : Butter (téléfilm) : mendiante
- 1994 : Self Catering (téléfilm) : Marilyn
- 1994 : Le Deuxième Père (Second Best) :  Debbie
- 1995 : La Cassure (Some Kind of Life) : Alison
- 1995 : Henry IV (téléfilm) : Doll Tearsheet
- 1996 : Combination Skin (voix)
- 1996 : Nightlife (téléfilm) : Helen
- 1996 : Never Mind the Horrocks (téléfilm) : Various Roles
- 1997 : Trois sœurcières (mini-série) : Magrat (voix)
- 1997 : Bring Me the Head of Mavis Davis : Marla Dorland / Mavis Davis
- 1997 : Little Voice : Laura Hoff
- 1998 : Crapston Villas (série télévisée) : Flossie (voix)
- 1998 : Absolutely Fabulous: Absolutely Not! (vidéo) : Bubble
- 1998 : Little Voice : LV
- 1999 : Faeries de Gary Hurst : Huccaby (voix)
- 1999 : Watership Down (série télévisée) : Hannah (voix)
- 1999 : Hunting Venus (téléfilm) : Cassandra
- 1999 : Foxbusters (série télévisée) : Jeffries (voix)
- 1999 : The Flint Street Nativity (téléfilm) : Shepherd
- 1999 : Robbie le renne dans la grande course polaire (Hooves of Fire) (téléfilm) : Donner (voix)
- 2000 : Lion of Oz : Wimzik (voix)
- 2000 : Discover Spot (vidéo) : Voice
- 2000 : Chicken Run : Babs (voix)
- 2000 : Born Romantic : Mo
- 2000 : Mirrorball (téléfilm) : Yitta Hilberstam
- 2001 : Little Big Mouth (série télévisée) : Krystan (voix)
- 2001 : Un chant de Noël (Christmas Carol: The Movie) : le fantôme des Noëls passés (voix)
- 2002 : Legend of the Lost Tribe (téléfilm) : Donner / Arctic Fox (voix)
- 2003 : Last Rumba in Rochdale : Gran (voix)
- 2004 : The All Star Comedy Show (téléfilm) : Various Roles
- 2004 : Wheeling Dealing : Authentic Newsreader
- 2005 : Fifi et ses floramis (Fifi and the Flowertots) (série télévisée) : Fifi Forget-Me-Not (voix)
- 2005 : Les Noces funèbres (Corpse Bride) : Black Widow Spider / Mrs. Plum (voix)
- 2006 : The Amazing Mrs Pritchard (série télévisée) : Prime Minister Ros Pritchard
- 2006 : Garfield 2 : Meenie (voix)
- 2008 : La Fée Clochette (Tinker Bell) (Vidéo) : Fée Mary (voix)
- 2009 : Clochette et la Pierre de lune (Tinker Bell and the Lost Treasure) : Fée Mary (voix)
- 2011 : Clochette et le Tournoi des fées (Pixie Hollow Game) (Court métrage) : Fée Mary (voix)
- 2012 : Clochette et le Secret des fées (Secret of the Wings) : Fée Mary (voix)
- 2013 : Sunshine on Leith : Jean
- 2013 : Pixie Hollow Bake Off (téléfilm) : Fée Mary (voix)
- 2014 : Clochette et la Fée pirate (The Pirate Fairy) : Fée Mary (voix)
- 2016 : Absolutely Fabulous, le film : Bubble / Katy Grin
- 2023 : Chicken Run : La Menace nuggets : Babs (voix)